# Jičín
Jičín es la localidad-capital del distrito de Jičín en la región de Hradec Králové, República Checa, con una población estimada a principio del año 2018 de 16 480 habitantes. 
Se encuentra ubicada al oeste de la región, a unos 85 km al noreste de Praga, en la región conocida como "Paraíso Checo", cerca de la frontera con las regiones de Bohemia Central y Liberec.

## Galería

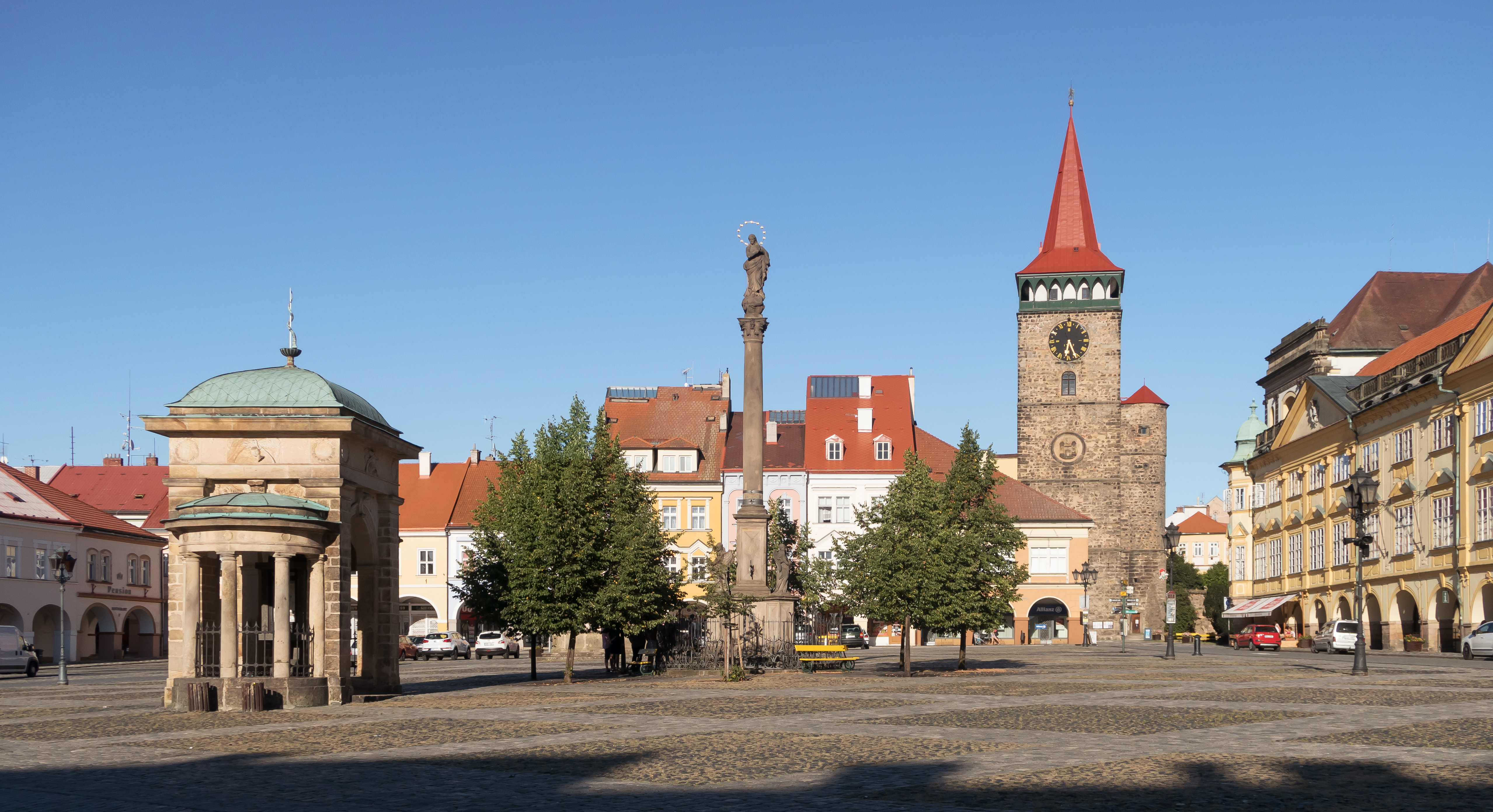
Plaza major con varios monumentos
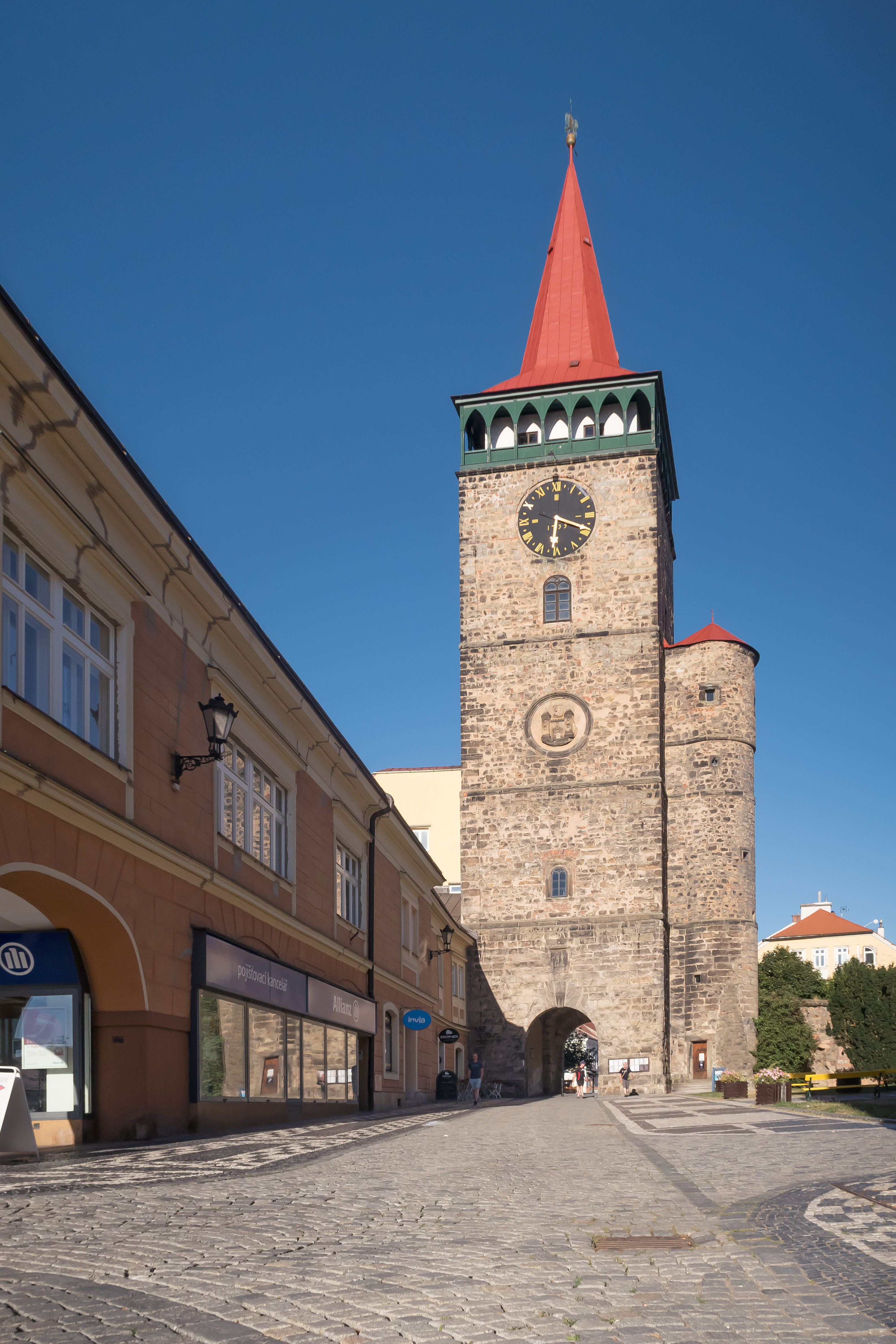
Puerta de la ciudad
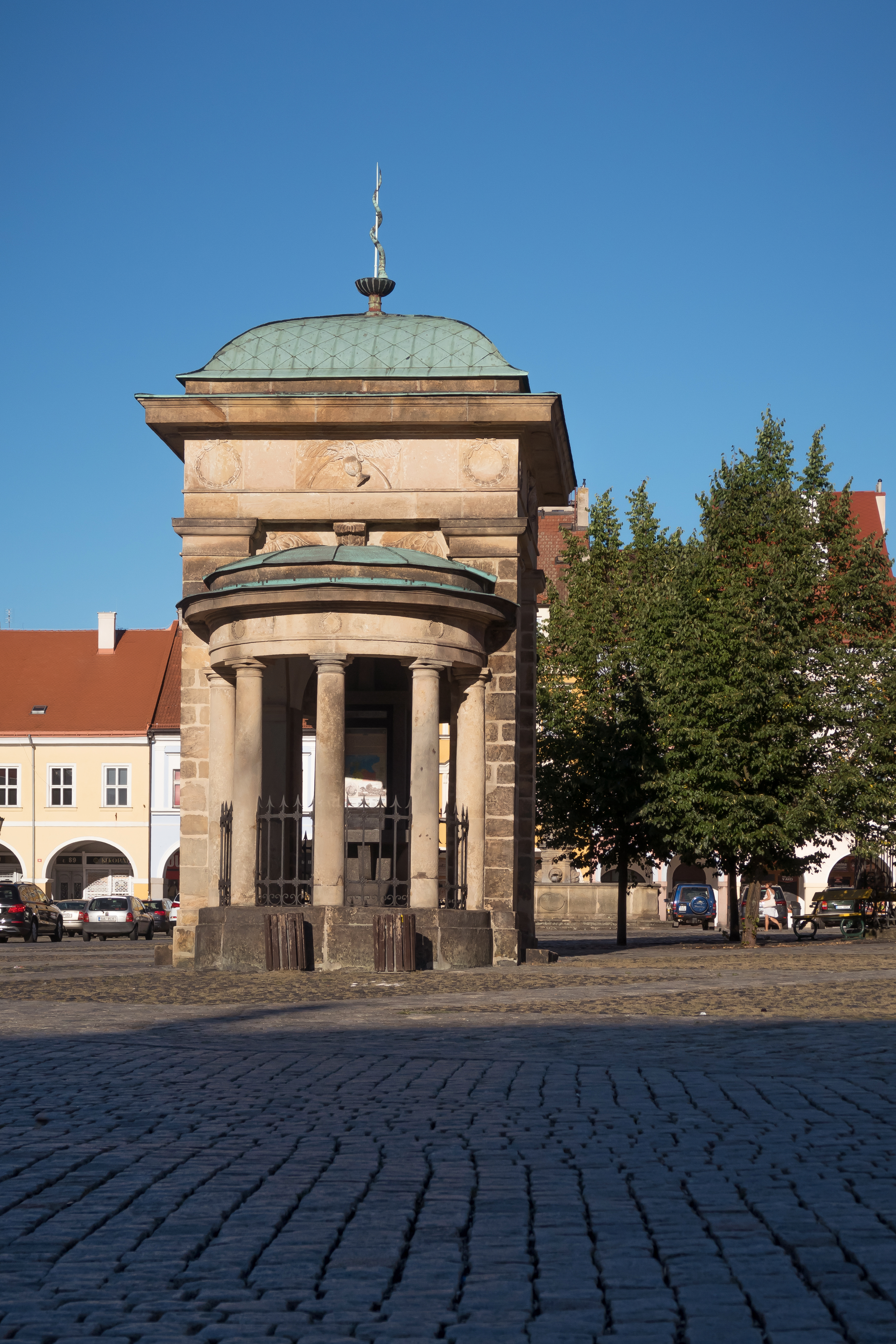
Capilla en la plaza major
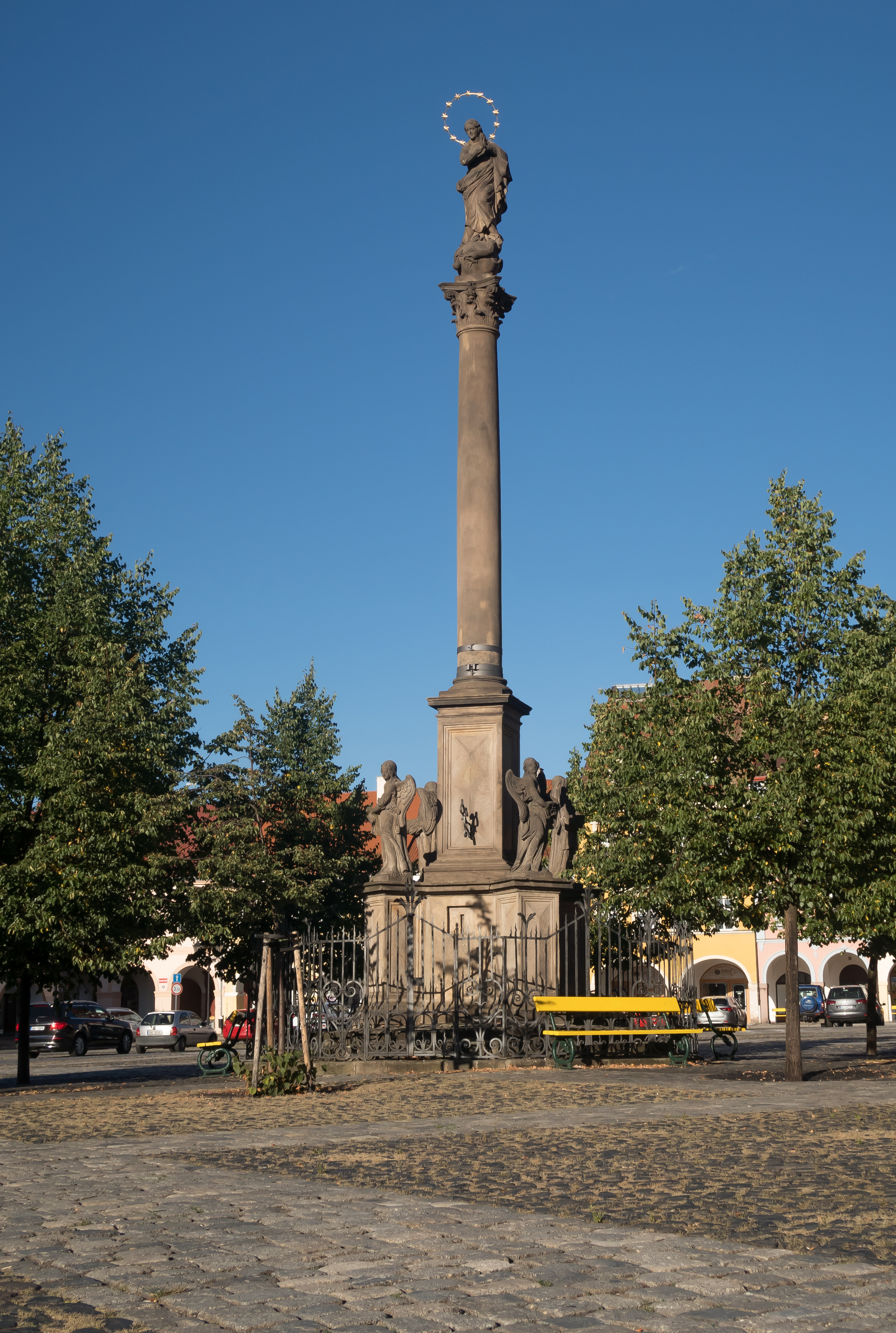
Escultura: el Mariánský sloup
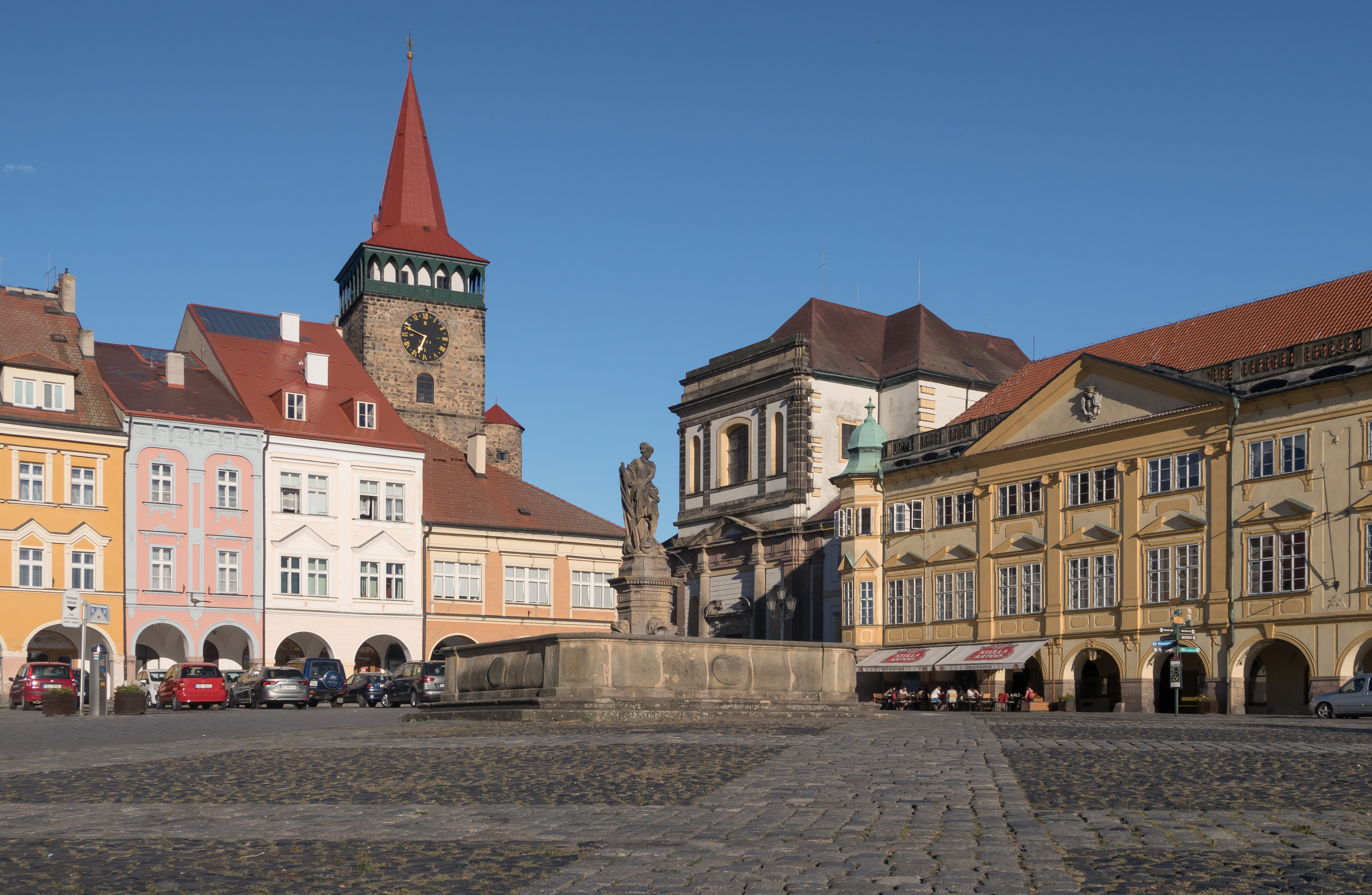
Escultura: Kašna Amfitrite
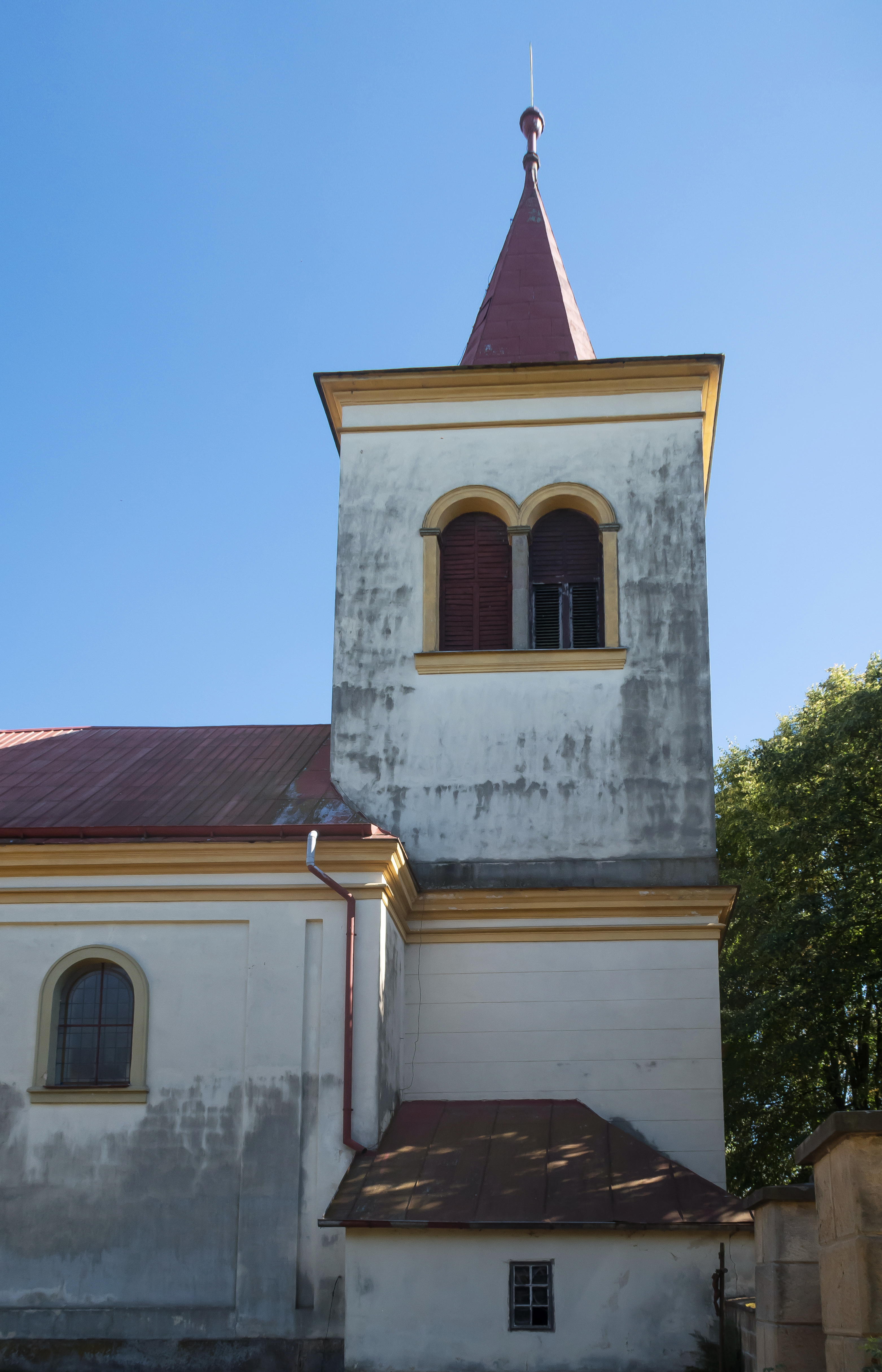
Iglesia en Robousy